# Ленинская Искра (Курская область)
Ленинская Искра — село в Медвенском районе Курской области. Входит в состав Высокского сельсовета.

## География
Расположено на правом берегу реки Реут напротив хутора Ильичёвский, в 3 км к западу от Медвенки и в 35 км к югу от Курска. Дорог с твёрдым покрытием нет. Через село проходит грунтовая местная дорога Медвенка — Высокое.
Климат
Ленинская Искра, как и весь район, расположена в поясе умеренно континентального климата с тёплым летом и относительно тёплой зимой (Dfb в классификации Кёппена).
Часовой пояс
Село Ленинская Искра, как и вся Курская область, находится в часовой зоне МСК (московское время). Смещение применяемого времени относительно UTC составляет +3:00.

## История
До 1940-х годов носило название Скотская (Скотское), затем Коммунарское.

## Население
| 2002 | 2010 |
| ---- | ---- |
| 146  | ↘112 |

## Инфраструктура
Личное подсобное хозяйство. В селе 143 дома.

## Транспорт
Ленинская Искра находится в 6 км от автодороги федерального значения М2 «Крым» (часть европейского маршрута E 105), при автодорогe межмуниципального значения 38Н-223 (М-2 «Крым» — Ленинская Искра — Высокое), в 25,5 км от ближайшего ж/д разъезда и остановочного пункта 454 км (линия Льгов I — Курск).
В 93 км от аэропорта имени В. Г. Шухова (недалеко от Белгорода).